# Audrey Marie Anderson
Audrey Marie Anderson (Fort Worth, Texas, 7 de marzo de 1975) es una actriz y modelo estadounidense, más conocida por su papel de Kim Brown en la serie de CBS The Unit y sus papeles recurrentes en Arrow y The Walking Dead.

## Biografía

### Vida personal
Anderson nació y creció en Fort Worth, Texas. A principios de los 90 empezó una carrera como modelo, aunque antes había tenido un papel recurrente en la serie dramática de la ABC "Once and Again" como Carla.

### Carrera como actriz
Como actriz su papel más conocido es el de Kim Brown, en la serie de la cadena CBS "The Unit" (2006–2009). Antes había aparecido en series como Still Life and Going to California y fue estrella invitada en Sin rastro, NCIS: Los Ángeles, Sin cita previa y House.
En el mundo cinematográfico sus contribuciones incluyen Drop Dead Sexy, Moonlight Mile y Least Among Saints, en todas ellas con papeles secundarios.
Más recientemente, Anderson ha tenido papeles recurrentes en la serie de TV "Arrow" como Lyla Michaels y en la serie de TV "The Walking Dead" como Lilly. En 2016 y 2017, Audrey participó en "The Flash" interpretando a su personaje de Arrow, Lyla Michaels.

## Filmografía

### Películas
| Año  | Título             | Papel            | Notas            |
| ---- | ------------------ | ---------------- | ---------------- |
| 2002 | The Badge          | Teenage Waitress | Cameo            |
| 2002 | Moonlight Mile     | Audrey Anders    | Papel secundario |
| 2003 | A Painted House    | Tally Spruill    | Papel principal  |
| 2004 | Larceny            | Chica Punk       |                  |
| 2005 | Drop Dead Sexy     | Natalie          | Papel secundario |
| 2006 | Beerfest           | Giddy Girl       | Cameo            |
| 2012 | Least Among Saints | Jenny            | Papel principal  |
| 2014 | Mockingbird        | Emmy             | Protagonista     |

### Series de televisión
| Año       | Título                   | Papel                     | Notas                                           |
| --------- | ------------------------ | ------------------------- | ----------------------------------------------- |
| 1994      | Beverly Hills, 90210     | Oficial                   | "Cuffs and Links" (Temporada 4; episodio 24)    |
| 1995      | Law & Order              | Señora Barnett            | "Pride" (Temporada 5; episodio 23)              |
| 2000–2001 | Once and Again           | Carla Aldrich             | Recurrente (Temporada 2; 10 episodios)          |
| 2001–2002 | Going to California      | Claire Connor             | Recurrente, 3 episodios                         |
| 2002      | Providence               | Angela                    | Recurrente (Temporada 4; 3 episodios)           |
| 2003–2004 | Still Life               | Emily Morgan              | Personaje principal, 5 episodios                |
| 2004      | Sin rastro               | Colleen McGrath           | Recurrente (Temporada 3; 2 episodios)           |
| 2005–2006 | Point Pleasant           | Isabelle Kramer           | Recurrente, 4 episodios                         |
| 2006–2009 | The Unit                 | Kim Brown                 | Personaje principal, 65 episodios               |
| 2010      | NCIS: Los Ángeles        | Kristin Donnelly          | "Past Lives" (Temporada 1; episodio 12)         |
| 2010      | Lie to Me                | Dr. Mary Hanson           | "In the Red" (Temporada 3; episodio 1)          |
| 2012      | Private Practice         | Rose Filmore              | "Are You My Mother?" (Temporada 5; episodio 10) |
| 2012      | House M. D.              | Emily Koppelman           | "Nobody's Fault" (Temporada 8; episodio 11)     |
| 2013      | Touch                    | Mallory Kane              | "Enemy of My Enemy" (Temporada 2; episodio 3)   |
| 2013      | The Walking Dead         | Lilly Chambler            | Recurrente (Temporada 4; 3 episodios)           |
| 2013–2020 | Arrow                    | Lyla Michaels / Harbinger | Recurrente, 40 episodios                        |
| 2014      | Olive Kitteridge         | Ann                       | Episodio "Security"                             |
| 2015      | Castle                   | Aubrey Haskins            | "I, Witness" (Temporada 7; episodio 13)         |
| 2015      | Minority Report          | Gabby Stanton             | Episodio "Fiddler's Neck"                       |
| 2016      | Mad Dogs                 | Tabatha                   | Episodio "Ice Cream"                            |
| 2016–2019 | The Flash                | Lyla Michaels / Harbinger | Recurrente (Temporada 2-3, 5-6; 5 episodios)    |
| 2016–2018 | Ice                      | Ava Green                 | Personaje principal, 20 episodios               |
| 2019      | Supergirl                | Lyla Michaels / Harbinger | Episodio "Crisis on Infinite Earths, Part 1"    |
| 2019      | Batwoman                 | Lyla Michaels / Harbinger | Episodio "Crisis on Infinite Earths, Part 2"    |
| 2020      | DC's Legends of Tomorrow | Lyla Michaels / Harbinger | Episodio "Crisis on Infinite Earths, Part 5"    |